# Chelo Alonso
Pour les articles homonymes, voir Alonso.
Chelo Alonso, nom de scène d'Isabel Apolonia García Hernández, est une actrice cubaine née à Central Lugareno près de Camaguey (Cuba) le 10 avril 1933 et morte à Mentana (Italie) le 20 février 2019.

## Biographie
Chelo Alonso commence sa carrière comme danseuse aux Folies Bergère. Actrice sculpturale, elle connaît son heure de gloire à l'époque du péplum, dans l'Italie des années 1960.

### Vie privée
Elle est l'épouse du producteur Aldo Pomilia de 1961 à la mort de celui-ci en 1986. Elle en a un fils.

## Filmographie partielle

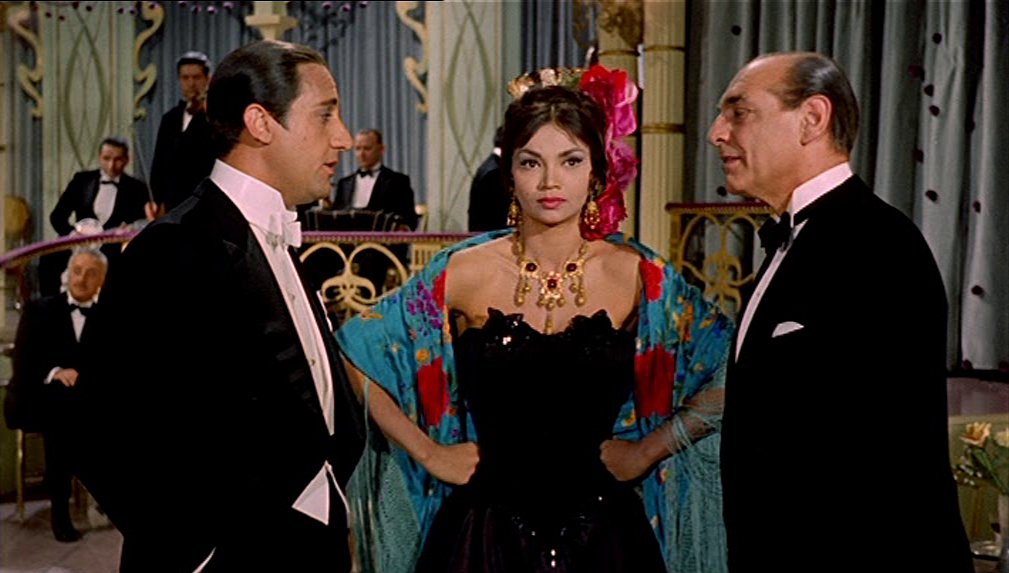
Alberto Sordi, Chelo Alonso et Mino Doro dans Gastone (1960).

- 1959 : Guardatele ma non toccatele
- 1959 : Les Prisonniers de la tour (I Reali di Francia) de Mario Costa
- 1959 : Sous le signe de Rome (Nel segno di Roma)
- 1959 : La Terreur des barbares (Il terrore dei Barbari)
- 1959 : La Vengeance du Sarrasin (La scimitarra del Saraceno)
- 1960 : La Terreur du masque rouge (Terrore della maschera rossa)
- 1960 : Les Conquérants de la vallée sauvage (La strada dei giganti)
- 1960 : Gastone de Mario Bonnard
- 1960 : La Reine des barbares (La regina dei Tartari)
- 1960 : Capitaine Morgan (Morgan il pirata)
- 1960 : Le Géant de la vallée des rois (Maciste nella valle dei re)
- 1960 : Le signore (it)
- 1961 : Maciste contre le Cyclope (Maciste nella terra dei ciclopi)
- 1966 : Le Bon, la Brute et le Truand (Il buono, il brutto, il cattivo)
- 1968 : Saludos hombre

- 1969 : Un tueur nommé Luke